# 댄 로마이어
댄 로마이어(Dan Rohrmeier, 1965년 9월 27일 ~ )는 미국의 야구 선수이자, 전 멕시칸 리그 타바스코 올메카스의 선수이다.
1999년 한화 이글스에 입단하여 그 해 45홈런을 기록, 한화 이글스의 첫 한국시리즈 우승에 기여하였다.
그러나 다혈질적인 성격으로 인해 2000년 시즌 후 한화가 재계약을 포기하여 방출되었다. 2001년에는 LG 트윈스에 이적하였으나 기대만큼 활약을 펼치지 못한 데다 한화 시절과 마찬가지로 선수들에게 타격에 대해 지적과 설교를 하던 행위가 발목을 잡혀 그 해 7월 23일에 방출되었다.

## 출신학교
- 세인트토마스 대학교